# Rungis

Rungis en la Petite Couronne.

Rungis es una comuna y población de Francia, en la región de Isla de Francia, departamento de Valle del Marne, en el distrito de L'Haÿ-les-Roses y cantón de Chevilly-Larue.
Su población municipal en 2007 era de 5 618 habitantes.
No está integrada en ninguna communauté de communes u organismo similar.

## Geografía
Rungis se ubica a 7 kilómetros al sur de la capital, a sólo 2 kilómetros del aeropuerto de Orly, en la confluencia de la A6 y de la RN7. Es conocida por su mercado alimentario, el Marché d'Intérêt National de Rungis, uno de los mayores del mundo.

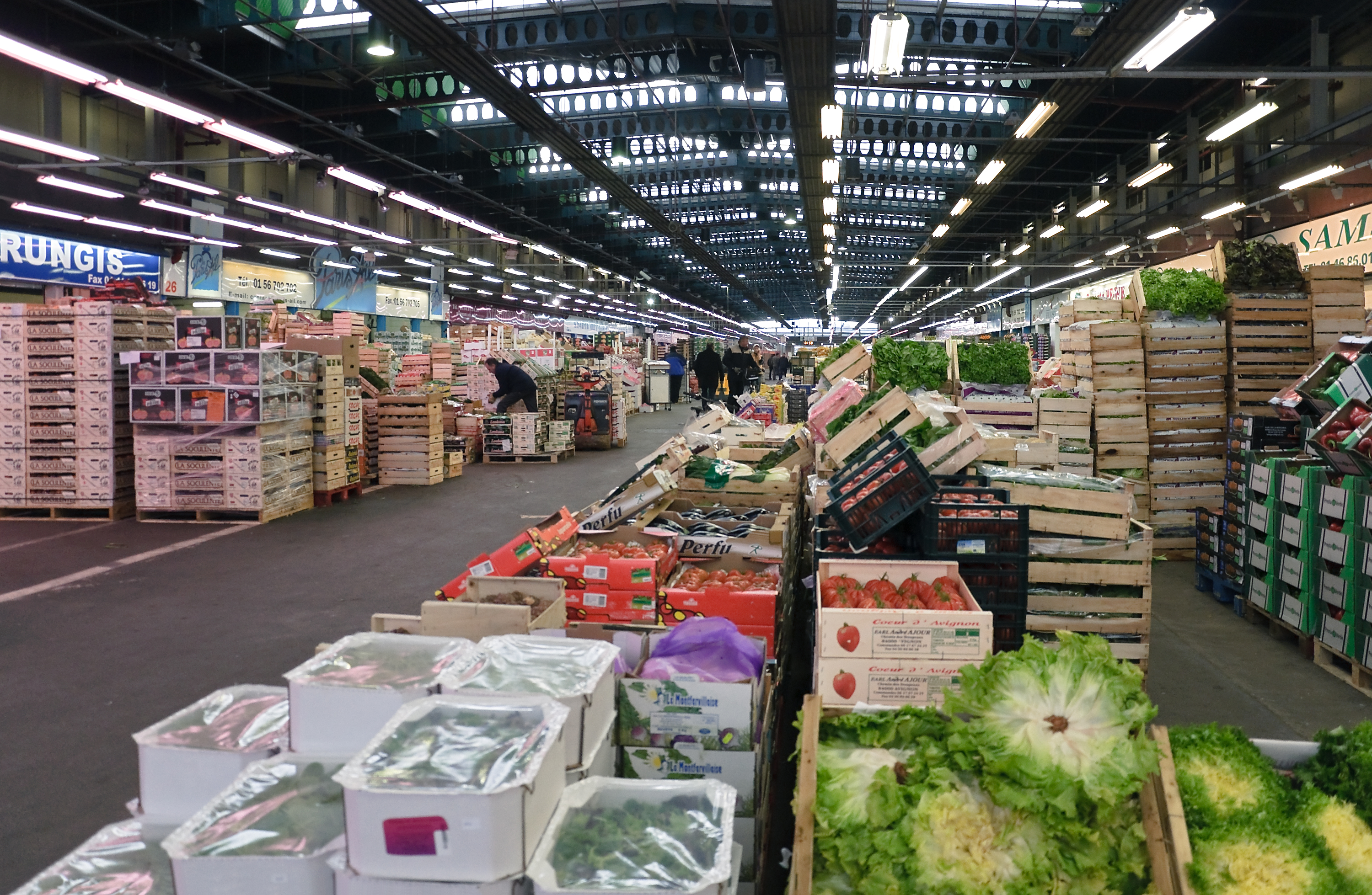
Marché d'Intérêt National de Rungis.

Cuenta con una estación del RER C, Gare de Rungis - La Fraternelle.
Limita con las comunas de Fresnes, Chevilly-Larue, Thiais, Paray-Vieille-Poste y Wissous.

## Demografía
| 160 | 159 | 134 | 147 | 216 | 194 | 216 | 236 | 215 | 263 | 257 | 220 | 232 | 270 | 322 | 265 | 264 | 268 | 248 | 265 | 280 | 342 | 420 | 518 | 550 | 690 | 1 851 | 2 686 | 2 986 | 2 649 | 2 939 | 5 424 | 5 618 |
| Para los censos de 1962 a 1999 la población legal corresponde a la población sin duplicidades (Fuente: INSEE [Consultar]) |     |     |     |     |     |     |     |     |     |     |     |     |     |     |     |     |     |     |     |     |     |     |     |     |     |       |       |       |       |       |       |       |

## Educación
- Institut aéronautique Jean Mermoz